# محمد بن كبيليا
 محمد بن كبيليا  (1993 الجزائر) هو لاعب كرة قدم جزائري.

## روابط خارجية
- محمد بن كبيليا على موقع قاعدة بيانات كرة القدم.إي يو (الإنجليزية)
- محمد بن كبيليا على موقع Soccerway.com (الإنجليزية)
- محمد بن كبيليا على موقع أوليمبيديا (الإنجليزية)